# Bičja trstnica
Bičja trstnica (znanstveno ime Acrocephalus schoenobaenus) je ptič pevec iz družine trstnic (Acrocephalidae), ki gnezdi v večjem delu severozahodne Evrazije.

## Opis
Podobno kot ostali predstavniki svojega rodu ima koničasto glavo, ki se nadaljuje v dolg, oster kljun. Prepoznavna je po dolgi, svetli nadočesni progi, ki tvori kontrast s temnorjavo operjenostjo po vrhu glave in licu. Po hrbtni strani je rjava s temnejšimi progami, po trebušni pa svetla, pri odraslih brez vzorca.
Pesem je sestavljena iz kratkih melodičnih fraz, škripanja in žvižgov, včasih s posnemanjem drugih ptic. Zaporedje teh elementov je naključno.

## Ekologija in razširjenost
Je pretežno žužkojed ptič; najpogosteje se prehranjuje z žuželkami in drugimi majhnimi členonožci, pa tudi polži in deževniki. Izven obdobja gnezditve predstavlja je prehrana delno tudi rastlinska, takrat lahko jé razno jagodičevje in semena. Plen lovi v gostem rastju blizu tal. Značilno za bičjo trstnico je skakanje med rastlinskimi bilkami, s katerih pobira plen, na kar se nanaša tudi vrstno ime – to je skovanka iz grških besed khoiniklos (»trst«) in baino (»hoditi«).
Gnezdo splete v gostem trstičju, najraje v bližini grmovja, v močvirjih ali ob nabrežjih, izjemoma pa tudi v sušnejših gosto poraslih območjih, kot so mejice in opuščeni sadovnjaki. Za izdelavo gnezda poskrbi samica, ki tudi vali, za zarod pa skrbita oba starša. Pari so tekom sezone monogamni, le manjši del samcev ima lahko več zarodov.
Gnezdi po vsej Evropi razen Apeninskega in Iberskega polotoka in vzhodno do reke Jenisej v Sibiriji. Vse bičje trstnice, tudi tiste s skrajnega vzhoda, se pozimi odselijo v Afriko in prezimijo južno od Sahare. Evropsko populacijo ocenjujejo na do 3,8-6,4 milijona parov, zato vrsta ne velja za ogroženo. V Sloveniji se pojavlja v nižinskih predelih ob rekah in na barjih, v pasu od Vipavske doline do Prekmurja, kjer najde ugodne habitate. Populacija je dokaj majhna zaradi redkosti pozno košenih vlažnih travnikov.